# 김남식 (1925년)
김남식(金南植, 1925년 ~ 2005년 1월 7일)은 대한민국의 조선민주주의인민공화국 전문가이며 통일 운동가이다. 본명은 김동만(金東滿)이다.

## 생애
충청남도 논산군(論山郡)에서 태어났다. 사회주의 계열에서 활동한 아버지에게 영향받았고 미군정 하에서 남조선로동당에 입당하면서 좌익 활동에 뛰어들었다. 당시의 구체적인 활동 내역은 잘 알려져 있지 않으나 남로당 충청도당에 속해 있었던 것으로 기록되어 있다.
한국 전쟁 이전에 월북한 상태였고 전쟁 중에는 특수 임무를 받아 고향 논산 지역에서 활동하였다. 이후 후퇴하는 조선인민군과 함께 다시 조선민주주의인민공화국으로 들어가 송도정치경제대학을 졸업했다. 1962년 12월에 공작원으로 남파된 직후 이듬해 1월 대전에서 검거되었다.
이후 전향하여 조선민주주의인민공화국과 조선로동당 전문가로 고려대학교 아세아문제연구소, 대한민국 통일부 국제문제조사연구소 평화연구원 등에서 근무하였다. 저서 《북한 총감》(1968년), 《남로당 연구 자료집》(1974년), 《북한개요》(1978년) 등을 발표했다.
특히 1984년에 출간한 《남로당 연구》는 남조선로동당이 대한민국에서 불법화하고 조선민주주의인민공화국에서도 낮게 평가되면서 그동안 크게 왜곡되거나 축소되었던 남로당의 활동을 객관적이고 실증적으로 분석한 첫 연구로 호평받았다. 기타 저서로 《박헌영 노선비판》(1986년), 《한국현대사 자료총서》(1986년) 등이 있다. 마지막 저작이 된 《21세기 우리민족이야기》(2004년)의 일본어판 출판 문제로 일본을 방문했다가 사망했다.
김남식이 초기에 한 연구는 대한민국에 정보를 제공하는 차원이었다. 이때 한 연구를 본인은 ‘노예의 언어’로 말하고 써야했다고 표현했다. 그러나 권위주의 행정부가 약화한 1980년대 이후로는 그동안 수집한 자료를 토대로 더 자유롭게 저서를 출간하면서 "민족 문제의 해결 없이는 계급 문제도 해결될 수 없다"는 민족 해방다운 관점을 분명히 하여, 보수주의 단체에 친북이라고 비판받기도 했다. 사후 김남식의 묘지에 '통일애국지사'라는 문구가 적혀 있다는 이유로 보수단체가 묘소를 훼손한 일도 있었다.

## 출판
- 북한 총감
- 남로당 연구 자료집
- 북한개요
- 남로당 연구
- 박헌영 노선비판 (1986)
- 한국현대사 자료총서 (1986)
- 21세기 우리민족이야기

## 같이 보기
- 남조선로동당

## 참고자료
- 정병헌 (2006년 1월 1일). “마지막 순간까지 ‘통일 열정’ 간직, ‘민족사관적 통일관’수립 유지로 남겨 - 현대사 인물발굴① 김남식·金東滿”. 《민족21》 (제58호). 2016년 3월 4일에 원본 문서에서 보존된 문서. 2008년 6월 23일에 확인함.
- 김태경 (2004년 5월 19일). “북한전문가 김남식 선생 <21세기 우리민족 이야기> 펴내”. 오마이뉴스. 2008년 6월 22일에 확인함.